# Генеральський Стол
45°20′ пн. ш. 15°23′ сх. д. / 45.34° пн. ш. 15.38° сх. д.
Генеральський Стол (хорв. Generalski Stol) — громада і населений пункт у Карловацькій жупанії Хорватії.

## Населення
Населення громади за даними перепису 2011 року становило 2 642 осіб. Населення самого поселення становило 589 осіб.
Динаміка чисельності населення громади:
Динаміка чисельності населення центру громади:

## Населені пункти
Крім поселення Генеральський Стол, до громади також входять:
- Брцкович-Драга
- Црно-Каманє
- Добреничі
- Донє Буковлє
- Дуга Гора
- Ердель
- Горичиці-Добранське
- Горинці
- Горнє Буковлє
- Горній Звечай
- Градище
- Янково Селище
- Кеїчі
- Липа
- Липов Песак
- Матешко Село
- Мрежницький Брест
- Петруничі
- Протулипа
- Радочаї
- Сарово
- Скукани
- Томашичі
- Трново